# Червонка
Черво́нка (Рудня Червонка) — село в Україні, у Словечанській сільській громаді Коростенського району Житомирської області. Населення становить 55 осіб.

## Географія
Село розташовано на Словечансько-Овруцькому кряжі. На схід від села розташована ботанічна пам'ятка природи загальнодержавного значення — «Корніїв». Селом протікає річка Червонка.

## Історія
У 1906 році село Рудня Червонка Словечанської волості Овруцького повіту Волинської губернії. Відстань від повітового міста 53 верст, від волості 23. Дворів 36, мешканців 256.
22 липня 1943 року нацистські окупанти спалили повністю село Червонка. Загинуло 4 жителі.